# Гримперія (рід)
Гримперія (Salpornis) — рід горобцеподібних птахів родини підкоришникових (Certhiidae).

## Поширення
Рід поширений в Африці та Південній Азії.

## Класифікація
Щодо таксономії серед дослідників немає однозначної думки. Загально прийнято рід відносити до родини Підкоришникові (Certhiidae). Деякі молекулярні дослідження що рід ближче до повзиків, ніж до підкоришників; інші дослідження зближують з стінолазом.

### Види
Рід містить два види, що раніше розглядалась як підвиди одного виду:
- Salpornis spilonotus — гримперія
- Salpornis salvadori — гримперія африканська